# Ambrose Burnside
Ambrose Everett Burnside (ur. 23 maja 1824, zm. 13 września 1881) – amerykański wojskowy i polityk, weteran wojny amerykańsko-meksykańskiej, wojen z Indianami i wojny secesyjnej, członek Armii Unii, członek Partii Republikańskiej.
Ambrose Burnside urodził się w Liberty w stanie Indiana. W 1847 roku ukończył studia w Akademii Wojskowej Stanów Zjednoczonych w West Point. Walczył w wojnie amerykańsko-meksykańskiej, a później również w walkach z Indianami. Z armii wystąpił w 1852 roku, aby zająć się działalnością gospodarczą. Produkował między innymi karabiny własnej konstrukcji, a później przeprowadził się do Illinois, gdzie od 1858 roku służył jako skarbnik Illinois Central Railroad.
Po wybuchu wojny secesyjnej w 1861 roku powtórnie wstąpił do armii, po stronie Unii, początkowo w stopniu pułkownika. Dowodził brygadą w I bitwie nad Bull Run. Awansował do rangi generała majora. Walczył między innymi w bitwie nad Antietam. W latach 1862–1863, po zakończonej niepowodzeniem kampanii półwyspowej gen. McClellana, był krótko dowódcą Armii Potomaku.
Po wojnie przeszedł do cywila i zajął się karierą polityczną. W latach 1866–1868 piastował stanowisko gubernatora stanu Rhode Island. W 1870 roku, podczas pobytu w Europie, był mediatorem pomiędzy Francją a Niemcami. Po powrocie do Stanów Zjednoczonych, w 1874 roku został wybrany w stanie Rhode Island z ramienia Partii Republikańskiej do Senatu Stanów Zjednoczonych. W 1881 roku był przewodniczącym Komisji Spraw Zagranicznych Senatu. Stanowisko senatora piastował od 4 marca 1875 roku do śmierci, wygrywając reelekcję w 1880 roku. Pochowany jest w Providence (Rhode Island).
Ambrose Burnside był znany ze swojego obfitego, nietypowego zarostu. Od jego nazwiska pochodzi angielskie słowo sideburns – bokobrody.